# .kaufen
.kaufen ist eine generische Top-Level-Domain (gTLD) unter Verwaltung von United TLD Holdco Ltd. (United TLD).

## Zweck
Gemäß des öffentlichen Domainantrags von United TLD sei „der Begriff kaufen [...] ein allgemeines und weit verbreitetes deutsches Wort“, mit dem sich eine „leidenschaftliche Gruppe von Millionen von Verbrauchern und Hunderttausenden von Organisationen“ aus dem Onlinehandel identifiziere.
„Aufgabe und Ziel“ der Domain sei es, „einen leicht erkennbaren und zugänglichen Namespace für den deutschsprachigen Teil dieser großen und dynamischen Gruppe zu etablieren“.

## Geschichte
Die Einführung der gTLD .kaufen wurde von der ICANN im Rahmen des „new gTLD Program“ beschlossen. Als Registrar setzte sich die von ihrem börsennotierten Mutterkonzern Leaf Group (ehemals Demand Media) ausgegliederte Rightside Group über ihre Tochtergesellschaft United TLD Holdco Ltd. durch. Die TLD wurde im Dezember 2013 in das DNS eingespeist.

## Eigenschaften
Der Name einer .kaufen-Domain darf zwischen 2 und 63 Zeichen lang sein.